# 마르키아누스
마르키아누스(Flavius Marcianus, 392년 - 457년)는 동로마 제국의 황제로(450년 - 457년), 테오도시우스 1세가 세운 왕조의 마지막 황제이다.

## 생애
마르키아누스는 트라키아 출신으로 로마 군단에서 복무하였다. 사산조 페르시아와 반달족과의 전투에 참전했으며 431년 북아프리카의 히포 레기우스 근처에서 반달족과 싸우다가 포로가 되었고 반달족의 왕 가이세리크에게 다시는 반달족을 공격하지 않겠다고 맹세하고 나서야 풀려났다.
그 뒤 원로원 의원이 되었다가 450년 테오도시우스 2세가 죽자 황제의 누나인 풀케리아와 결혼하고 동로마의 황제로 등극하였다. 그러나 풀케리아는 이미 독신 서약을 한 몸이었으므로 마르키아누스는 단지 형식적인 남편일 뿐이었다.
마르키아누스가 황제가 된 이후 처음으로 한 일은 전임 황제 테오도시우스가 훈족의 아틸라에게 바치기로 한 연례공물을 폐지한 일이었다. 당시 훈족은 서로마 제국의 침공을 준비하고 있었기 때문에 공물을 폐지한 동로마 제국에게 아무런 위협도 가하지 못했다. 이 시도는 성공적이어서 그의 치세 동안 동로마 제국은 국고를 튼튼히 할 수 있었다. 그는 기본적으로 서로마 제국의 일에 관여하지 않는다는 정책으로 일관하여 서로마가 아틸라의 침공을 받을 때에도 아무런 도움도 주지 않았다.
마르키아누스는 당시 동로마 사회의 고질적인 문제인 이단 논쟁에 휩싸였다. 그리스도 단성론을 둘러싸고 성부와 성자의 관계에 대한 논란으로 사회가 어수선해지자 마르키아누스는 451년 10월 칼케돈 공의회를 열고 논란을 종식시키려고 하였다. 칼케돈 공의회에서는 비록 단성론을 이단으로 규정했지만 시리아나 이집트의 주교들은 그 결정을 받아들이지 않았고 그리스도의 단일한 본성을 계속 주장하여 향후 비잔티움 사회에 큰 영향을 미치게 되었다.
457년 마르키아누스는 병으로 세상을 떠났는데 독신을 맹세한 황후 풀케리아와의 사이에선 당연히 후계자가 없었으므로 당시 궁정에서 큰 영향력을 행사하던 아스파르는 레오 1세를 후계자로 지정했다. 마르키아누스의 치세는 비록 7년 동안의 짧은 치세였지만 혼란했던 서로마 제국과는 달리 평화기를 구가하였고 재정적으로 동로마 제국을 튼튼히 하였다. 마르키아누스는 사후 동방 정교회로부터 성인으로 추대되어 2월 17일을 그의 축일로 기념한다.

## 같이 보기
- 동로마 제국
- 비잔티움 황제 연대표

| 전임 테오도시우스 2세 (재위 408 - 450) | 로마 제국의 황제 450년 - 457년 | 후임 레오 1세 (재위 457 - 474) |